# Machine à oblitérer

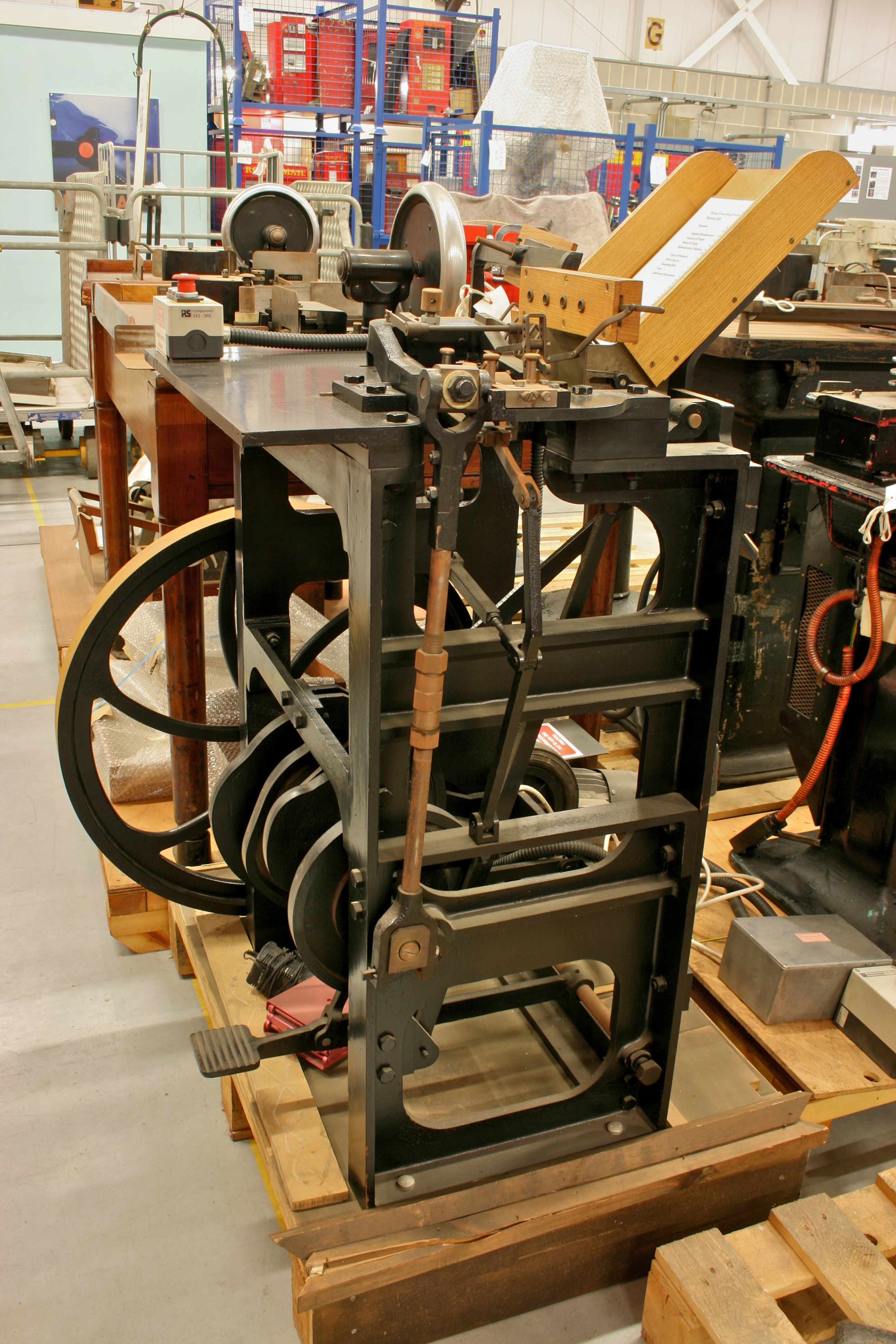
Machine méchanique à oblitérer du système Pearson-Hill (réplique)

Les machines a oblitérer sont utilisées par les services postaux pour oblitérer à la machine les timbres-poste collés ou imprimés sur les envois. À la différence des machines à affranchir, elles n'impriment pas la valeur de l'affranchissement.
Pour utiliser les premières machines, il était nécessaire d'introduire les lettres à la main. De nos jours, les machines sont en grande partie automatisées. Les timbres-poste sont fréquemment détectés à l'aide des substances fluorescentes ou phosphorescentes imprimées sur ou incorporées dans le papier. Les secteurs des entiers postaux où l’oblitération doit être appliquée sont souvent détectés à l'aide des bandes luminescentes imprimées.

## Histoire
En France, une des premières machines mécaniques à oblitérer était la machine Daguin datant de 1884, qui à l'origine apposait deux timbres à date sur le pli ou la carte postale, dont un fut remplacé par une flamme publicitaire ou de service postal dans les années 1920.

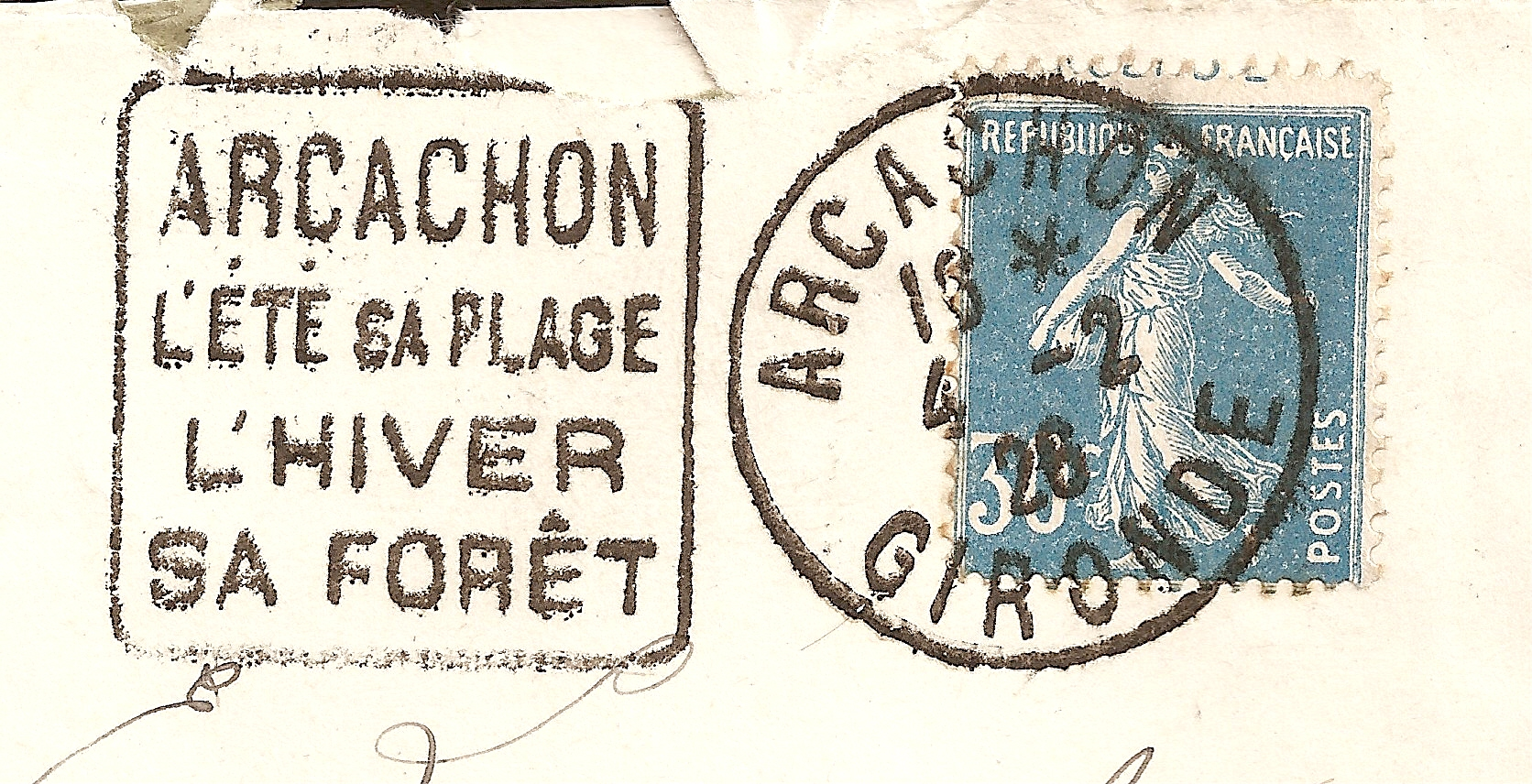
Empreinte d’une machine à oblitérer du système Daguin

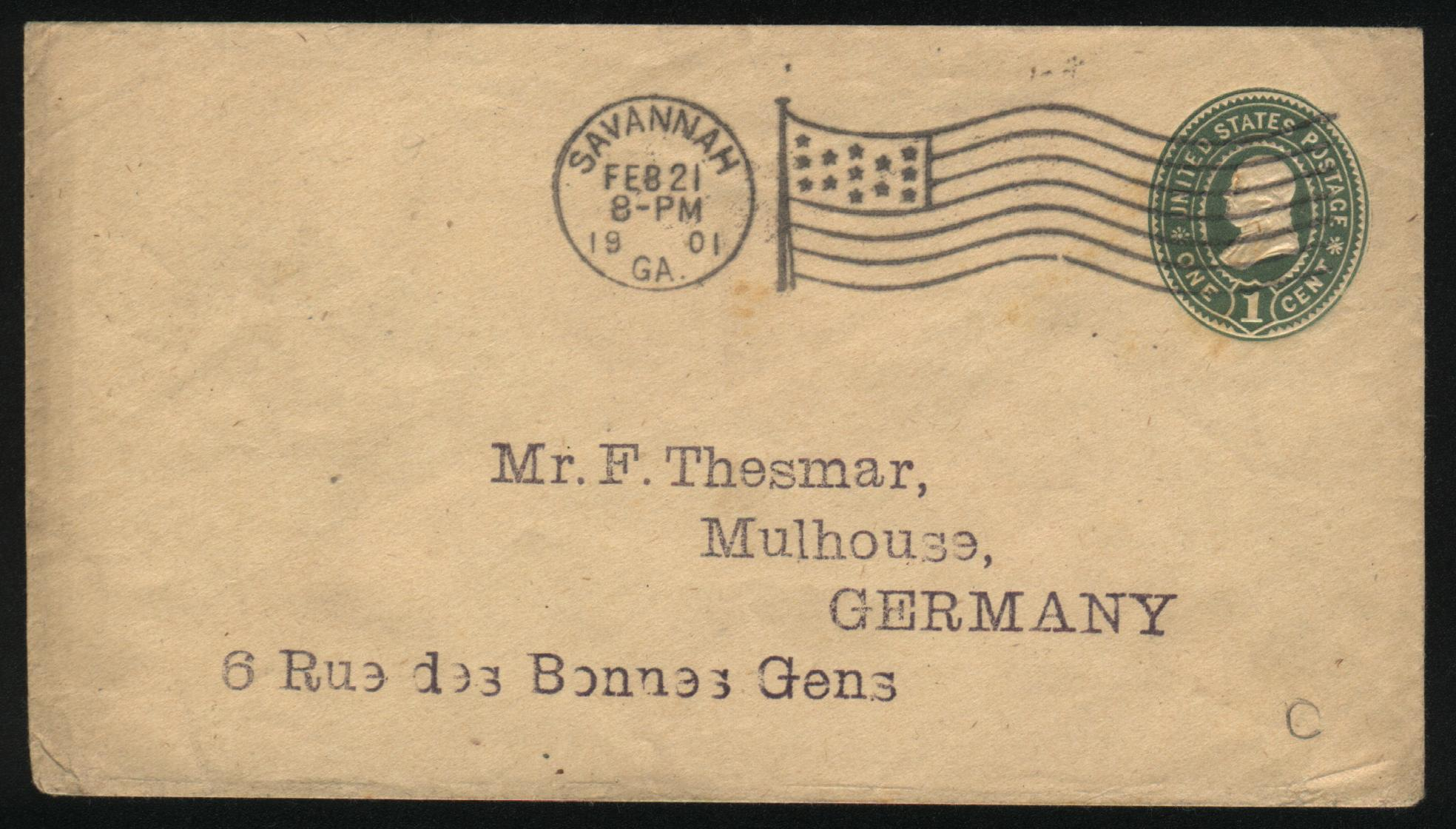
Empreinte d’une machine à oblitérer sur un entier postal envoyé de Savannah (Géorgie) à destination de Mulhouse

Après l'introduction des machines à oblitérer dans plusieurs villes d'Amérique du Nord, à Berlin et à Paris, la première machine électrique à oblitérer en Autriche a été mise en service le 1er février 1904, dans la poste centrale de Vienne. Elle fonctionnait par le système Bickerdike et pouvait oblitérer en moyenne 150 lettres par minute.
Depuis les années 1990, des imprimantes à jet d'encre sont de plus en plus utilisées dans les machines à oblitérer, d'abord au Canada depuis 1992, suivi parmi autres par la Suède, le Royaume-Uni (depuis 1996), la Nouvelle-Zélande, les États-Unis et l’Allemagne (généralement établis en 2010 pour les lettres larges,). En France, plusieurs types d’oblitération à jet d'encre sont introduits depuis 2003. En 2006, c'est devenu une pratique courante que les empreintes ne montrent plus le lieu de l'oblitération, mais le code ROC accompagné par la date et l'inscription "LA POSTE" et "FRANCE" sur la gauche et des lignes ondulées sur la droite.